# Festa della musica

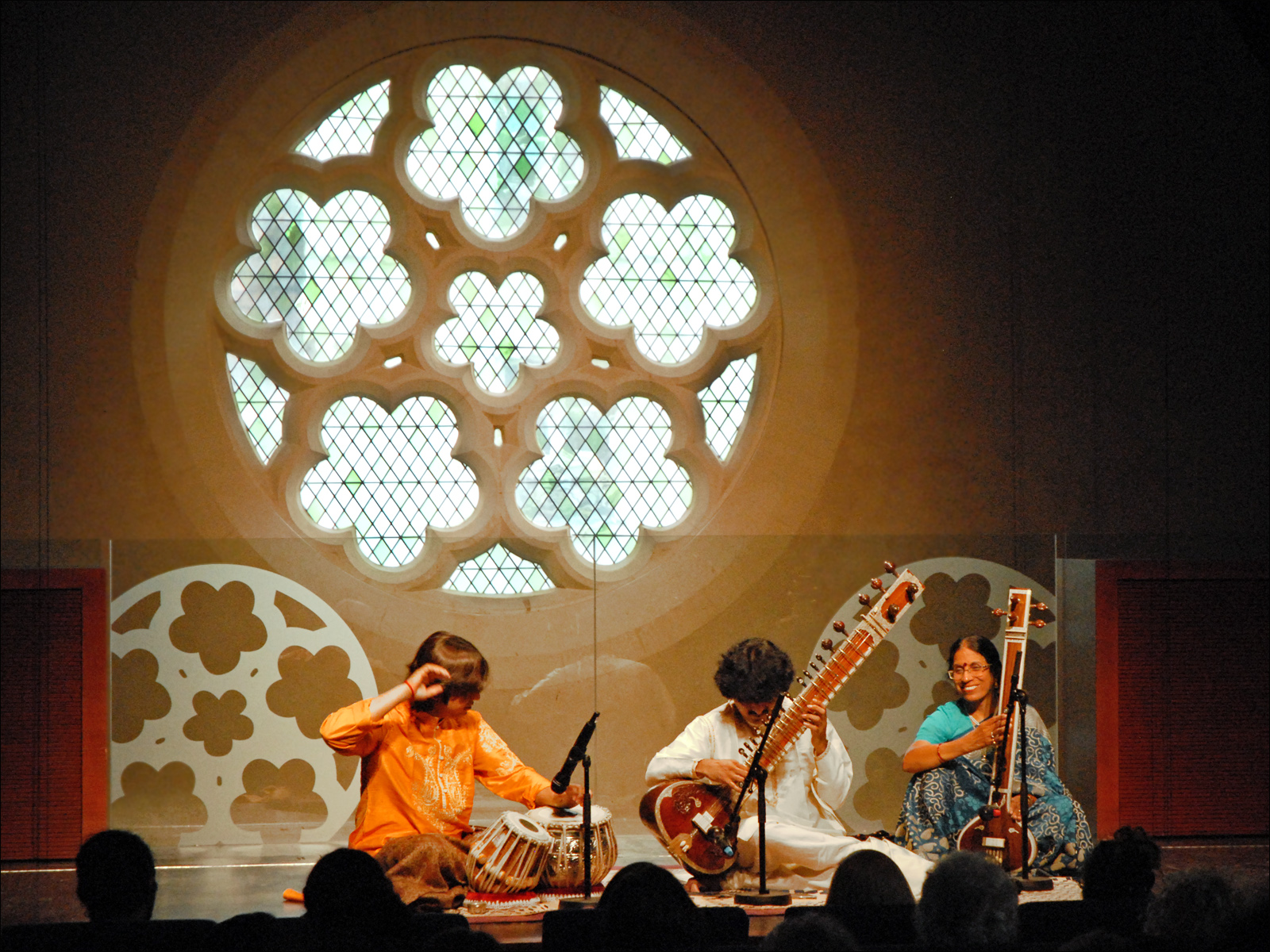
Concerto del 21 giugno 2010, di Subrata Bhattacharya con il Tabla, Indrajit Banerjee con il Sitar e Sudipta Remy con il Tambura, tenuto nella sala principale del Collegio Bernardine, nell'ambito della Festa della musica di Parigi.

La Festa della musica (dal francese Fête de la Musique) è un evento musicale che si tiene il 21 giugno di ogni anno per celebrare il solstizio d'estate in più di 120 nazioni in tutto il mondo. 
Il nome mette l'accento, nei diversi paesi, sul significato di "festa", come "Festa della musica" in Italia o Fiesta de la musica per la lingua spagnola, o sul significato di "fare della musica", come Make Music Day nei paesi anglofoni. In origine il nome usato in Francia per l'evento, era in realtà "Faites de la Musique" in cui "faites" significa "fate" (voce del verbo fare) ma si pronuncia come "fête" ovvero "festa", giocando quindi sull'assonanza dei due termini.

## Storia
La Festa della musica nasce nel 1982 grazie all'iniziativa del Ministero della cultura francese come segno di una nuova politica musicale nel paese, alla luce di uno studio da cui risultava che "i francesi possedevano più di quattro milioni di strumenti musicali", spesso non utilizzati, che rischiavano di finire nei cassonetti della spazzatura. Maurice Fleuret, critico musicale e neo Direttore della musica e della Danza al Ministero della cultura francese guidato da Jack Lang, decise di creare una festa gratuita, aperta a tutte le musiche (senza gerarchia di generi o di pratiche) e a tutti i francesi, incoraggiando chiunque a scendere per strada e suonare con i propri strumenti oppure cantare, senza limiti di sorta. Per questa festa totalmente laica fu scelta la data del 21 giugno, cioè quella del solstizio d'estate. 
Nonostante la paura di creare una grande confusione con l'appello (Fate vedere quello che sapete fare! Fate della musica nelle strade, nei chioschi, nelle stazioni, in tutti i luoghi pubblici...) e nonostante lo scetticismo di molti (in particolare dei grandi media, radio e televisione, che erano stati sollecitati per lanciare il messaggio), la prima Festa della musica ebbe luogo il 21 giugno 1982, invitando tutti i musicisti, amatori e professionisti, a prendere il loro strumento e suonare per mezz'ora, dalle 20.30 alle 21.00, in qualsiasi luogo pubblico.  Lo slogan era "La musica dappertutto, concerti in nessun luogo". Nelle piazze, nelle scuole, nei musei, nelle strade e perfino negli aeroporti, la musica è protagonista di un forte messaggio di accessibilità universale, rivolto ad ogni popolo e cultura. Il tutto sostenuto dal significato fondamentale attribuito alla data, il solstizio d'estate, il giorno più lungo dell'anno, di cui spesso dimentichiamo l'intrinseca importanza avuta nella storia, fin dalle civiltà antiche.

## La Festa della musica in Europa e nel mondo
Dal suo lancio, il successo è sempre cresciuto. Solo in Francia permette ogni anno di organizzare più di 18.000 manifestazioni sonore, con circa 5 milioni di musicisti, richiamando più di 10 milioni di spettatori. 
Nel 1985, in occasione dell'anno europeo della musica, la festa diventa un vero e proprio fenomeno sociale conosciuto anche al di fuori dei confini francesi. L'evento però prende un respiro internazionale a partire dal 1995, e il 28 febbraio 1997 viene istituita a Budapest, da 9 municipalità europee e da altrettanti organizzatori, una vera e propria Carta Europea della Festa della musica, al fine di testimoniare, attraverso dei principi comuni, la volontà di favorire una migliore conoscenza delle realtà artistiche nei vari Paesi aderenti e di rinforzare gli scambi multilaterali tra musicisti europei. Berlino, Budapest, Barcellona, Istanbul, Liverpool, Lussemburgo, Roma, Napoli, Praga, la comunità francese in Belgio, e Santa Maria da Feira firmano la "Carta Dei Principi Costitutivi", in cui, tra l'altro, viene sancita la gratuità della festa e la data uguale per tutti, il 21 giugno. 
Il coordinamento europeo della Festa della musica viene affidato a Jean-François Millier, direttore dell'ADCEP (Association pour le Développement de la Création, Etudes et Projets) che tiene i rapporti con Bruxelles e si occupa della Festa della musica in Francia. In meno di dieci anni la Festa della musica si diffonde in 85 paesi in tutto il mondo. Nel 2020 supera i 120 paesi, senza perdere mai la sua vocazione popolare e la sua dimensione fortemente locale, adattandosi alle specificità del luogo che la ospita.

## La Festa della musica in Italia
In Italia, nei primi anni novanta alcune città iniziarono ad interessarsi della manifestazione. Nel 1995 Roma e Napoli, firmatari della Carta di Budapest, in contatto con la ADCEP, iniziarono un percorso comune di coordinamento europeo della manifestazione. Negli anni successivi aderirono altre città come Senigallia, Arco, Lanuvio, Brescia e tante altre. La città è sempre stato il principale scenario della Festa della musica. Una delle sue funzioni principali è quella di offrire, a soggetti diversi, i suoi luoghi da sempre identificativi della vita sociale, politica e culturale di una comunità.  In quest'ottica si sviluppa il concetto della Festa della musica. I suoi obiettivi marcatamente sociali si traducono in un'idea di collegamento, di unione fisica, culturale e simbolica tra i luoghi delle città, la musica e la gente. 
Dal 2016 il Ministero della cultura (già Ministero dei beni e delle attività culturali e del turismo) promuove la Festa della musica su tutto il territorio nazionale italiano attraverso l'AIPFM (Associazione Italiana per la Promozione della Festa della musica). 
Il 21 giugno, giorno del solstizio d'estate, la musica si diffonde su strade, piazze, cortili, chiostri e anche luoghi solitamente non adibiti allo spettacolo, in una celebrazione di ogni genere musicale, moderno o classico, che mobilita scuole di musica, conservatori, associazioni, orchestre, corali, bande etc. La Festa della musica si svolge anche in ospedali e carceri, e nei luoghi del disagio sociale dove la musica compie pienamente la sua funzione di integrazione e coesione sociale. Inoltre in quel giorno il Ministero della cultura apre alla Festa i luoghi d'arte e storici consentendo, attraverso la musica, di diffondere la conoscenza del vasto patrimonio culturale italiano. 
La Festa della musica rappresenta un momento di forte aggregazione nel tessuto sociale italiano che rafforza i valori di cittadinanza a livello locale, migliorando e favorendo un rapporto positivo fra cittadini enti e amministrazioni. È stata osservata inoltre una forte adesione in Italia dei centri più piccoli, rivelando l'importanza per i Comuni di creare momenti di coesione e legame sociale.